# Thelypteris pennata
Thelypteris pennata är en kärrbräkenväxtart som först beskrevs av Jean Louis Marie Poiret, och fick sitt nu gällande namn av Conrad Vernon Morton. Thelypteris pennata ingår i släktet Thelypteris och familjen Thelypteridaceae. Inga underarter finns listade.